# NGC 7081
NGC 7081 (również PGC 66891 lub UGC 11759) – galaktyka spiralna (Sb), znajdująca się w gwiazdozbiorze Wodnika. Odkrył ją William Herschel 10 października 1790 roku.